# Terb
Terb (Tb, łac. terbium) – pierwiastek chemiczny, lantanowiec.
Jest to jeden z czterech pierwiastków, których nazwy zostały utworzone od szwedzkiej miejscowości Ytterby (są to: erb, itr, iterb, terb). Został odkryty w 1843 r.
Występuje w skorupie ziemskiej w ilości 1,1 ppm. Jego najważniejszym minerałem jest monacyt (Ce,La,Th,Nd,Y,Pr,Tb)PO4, najczęściej pozyskiwany z tzw. piasków monacytowych.
Stosowany np. do produkcji terfenolu-D, silnie magnetostrykcyjnego stopu z żelazem i dysprozem.